# Manel Abdelkoui
Manel Abdelkoui (arabe : منال عبد القوي) est une actrice tunisienne, originaire de Djerba. Elle est notamment connue pour avoir joué le rôle de Radhia dans la série télévisée Pour les beaux yeux de Catherine.
Elle est professeur à l’Institut d’art dramatique de Tunis et vice-présidente de l’Association des diplômés des instituts d’art dramatique de Tunisie. Elle appartient à la troupe de la ville de Tunis.

## Filmographie

### Cinéma
- 2010 : Les Palmiers blessés d'Abdellatif Ben Ammar
- 2012 : Bab El Falla de Moslah Kraïem
- 2014 : El Ziara, la lune noire de Nawfel Saheb-Ettaba

### Télévision

#### Séries
- 2001 : Ryhana de Hamadi Arafa : Hamida
- 2002 : Itr Al Ghadhab de Habib Mselmani
- 2003 : Ikhwa wa Zaman de Hamadi Arafa : Hajer
- 2005 : Chara Al Hobb de Hamadi Arafa : Néjia
- 2006 : Aziza wa Younes Fi Tounes de Lotfi Bahri : Morjana
- 2006 : Nwassi w Ateb d'Abdelkader Jerbi : Saïda
- 2008 : Sayd Errim d'Ali Mansour : Malika
- 2009 : Njoum Ellil (saison 1) de Madih Belaïd
- 2010 : Donia de Naïm Ben Rhouma : Mariem
- 2012 : Pour les beaux yeux de Catherine de Hamadi Arafa : Radhia
- 2013 : Yawmiyat Imraa de Khalida Chibeni : Rima
- 2013 : Awled Lebled (pilote) de Selim Benhafsa
- 2014 : School (saison 1) de Zied Litayem et Rania Gabsi : Mme Sahraoui, professeure de philosophie
- 2014-2017 : Nsibti Laaziza (invitée d'honneur des épisodes 2 et 4 de la saison 4 ; épisodes 1 et 21 de la saison 5 et épisode 9 de la saison 7) de Slaheddine Essid et Younes Ferhi : Dorra
- 2016 : Sohba Ghir Darjine de Hamza Messaoudi
- 2016 : Bolice 2.0 de Majdi Smiri

#### Émissions
- 2010 : Gaddechna Lougik sur Tunisie 7 : doublage
- 2013 : Café-théâtre sur la Télévision tunisienne 1 : animatrice
- 2014 : Taxi 2 (épisode 23) sur Nessma
- 2018 : El Koffa sur El Hiwar El Tounsi : animatrice avec Jamila Bali et Maha Chtourou

### Vidéos
- 2013 : Matadhrabnich (Ne me frappe pas), campagne pour la réforme du système policier

## Théâtre
- 2009 : El Aïn Fil Aïn, mise en scène de Nabil Mihoub
- 2011 : Mosaïque, texte et mise en scène de Zouhair Erraies
- 2012 : Twema, texte d'Ahmed Amer et mise en scène de Mohamed Ahmed Kchaou[2]
- 2015 : Chrifa wa Afifa, mise en scène de Mohamed Mounir Argui, avec Hanen Chograni[3]
- 2015 : Dhalamouni Habaybi, mise en scène d'Abdelaziz Meherzi[4]
- 2015 : 10 ans de mariage, texte d'Alil Vardar et mise en scène de Sami Montacer
- 2017 : Makhfougua Bent Bouha de Manel Abdelkoui